# Sindrome delle apnee nel sonno
Con sindrome da apnea nel sonno (che comprende la sindrome SAHS, acronimo inglese di sleep apnea-hypopnea syndrome) si intende l'insieme degli episodi che causano una disfunzione o alterazione respiratoria durante il sonno, ciò può causare un'eccessiva sonnolenza diurna.
L'apnea è una sospensione del respiro per un periodo di diversi secondi (min. 10 max. 180 secondi), l'ipopnea invece è la riduzione del respiro.  In accordo con la definizione di OSA (Obstructive Sleep Apnea) della AASM (American Academy of Sleep Medicine) per accertarne la diagnosi, sono necessari almeno 5 episodi di apnea e/o ipopnea per ora di sonno (AHI≥5) nell'adulto ed almeno 1 episodio per ora di sonno (AHI≥1) nel bambino. Apnea ed ipopnea comportano una diminuzione dell'ossigeno nel sangue (meglio definibile come riduzione della saturazione della emoglobina). Il termine più comunemente usato di OSAS (Obstructive Sleep Apnea Syndrome) si riferisce alla patologia OSA (Obstructive Sleep Apnea) accompagnata da altri sintomi tra cui il più noto è la sonnolenza.
Nel DSM-5 (2013) vengono classificate nella categoria dei disturbi del sonno correlati alla respirazione.

## Epidemiologia
Questa patologia colpisce soprattutto la popolazione maschile tra i 40 e i 70 anni con una prevalenza variabile dal 15% al 50% della popolazione. Essa colpisce soprattutto anziani e uomini in sovrappeso.

## Diagnosi
Nell'anamnesi tra i sintomi si trova il russamento, mentre tra i fattori di rischio vi sono l'ipertensione e l'obesità. Inoltre le condizioni che facilitano questa sindrome sono la posizione supina durante il sonno, l'uso di sedativi, l'ostruzione nasale e l'ipotiroidismo.

## Sintomatologia
Difficoltà a prendere sonno durante la notte, eccessiva sonnolenza diurna, affaticamento, perdita della memoria, problemi di concentrazione e impotenza. Soggetti con cranio corto e largo (brachicefali) hanno anche vie aeree più brevi che si ostruiscono più facilmente e sono quindi più esposti al rischio di apnee.

## Eziologia
I tipi di Sindrome di apnea notturna si suddividono, a seconda delle varie cause che le determinano, in:
- Apnea notturna di tipo ostruttivo. È dovuta a un'occlusione delle vie aeree; in questa classe si ritrova la maggior parte delle persone affette dalla sindrome, persone che nella maggioranza dei casi risentono di una stenosi strutturale delle vie respiratorie, ad esempio a livello nasale o palatino, o anche di deformazioni mandibolari;
- Apnea notturna di tipo centrale. Consiste in un'assenza di attività respiratoria dovuta a una perdita transitoria dello stimolo nervoso diretto verso i muscoli respiratori durante il periodo di sonno. Questi casi sono poco frequenti, eccetto che nei bambini prematuri, e di norma sono dovuti a problemi neurologici o neuromuscolari.
- Apnea notturna di tipo misto quando i due fattori precedentemente elencati appaiono associati.